# Сан Вито ал Таљаменто
Сан Вито ал Таљаменто (итал. San Vito al Tagliamento) је насеље у Италији у округу Порденоне, региону Фурланија-Јулијска крајина.
Према процени из 2011. у насељу је живело 12599 становника. Насеље се налази на надморској висини од 32 м.

## Становништво
Према резултатима пописа становништва 2011. у општини је живело 15.011 становника.
| 1931.  | 1936.  | 1951.  | 1961.  | 1971.  | 1981.  | 1991.  | 2001.  | 2011.  |
| ------ | ------ | ------ | ------ | ------ | ------ | ------ | ------ | ------ |
| 12.254 | 11.583 | 11.969 | 11.298 | 11.024 | 12.013 | 12.511 | 13.316 | 15.011 |

## Партнерски градови
- Rixheim
- Штатлон
- Нађатад
- Санкт Фајт на Глану
- Будимпешта